# Ли Гуансу (тайконавт)
Ли Гуансу (кит. упр. 李广苏, пиньинь Lǐ Guǎngsū, род. июль 1987, Пэйсянь, Цзянсу, Китай) — китайский военный летчик и тайконавт (космонавт).

## Биография
Ли Гуансу, по национальности — хань, уроженец уезда Пэйсянь в провинции Цзянсу. Родился в июле 1987 года, поступил на службу в армию в сентябре 2006 года, вступил в Коммунистическую партию Китая в июне 2011 года и в настоящее время является астронавтом четвертого класса бригады космонавтов Народно-освободительной армии Китая в звании подполковника ВВС. Он был заместителем командира летной группы бригады авиационного корпуса ВВС и имел звание летчика первого класса ВВС. В сентябре 2020 года он был отобран в состав третьей партии астронавтов в Китае. 24 апреля 2024 года было объявлено о включении Ли Гуансу в экипаж пилотируемой миссии космического корабля «Шэньчжоу-18» для осуществления седьмой основной экспедиции на орбитальной станции Тяньгун.
Статистика полетов
| #               | Корабль, Миссия         | Старт, UTC           | Корабль посадки | Посадка, UTC         | Налёт                   | ВКД: время (количество) |
| --------------- | ----------------------- | -------------------- | --------------- | -------------------- | ----------------------- | ----------------------- |
| 1               | Шэньчжоу-18, Тяньгун(7) | 25.04.2024, 12:59:00 | Шэньчжоу-18     | 03.11.2024, 17:24:27 | 192 дня 4 часа 25 минут | 8часов 23минуты (1)     |
| Суммарный налёт | Суммарный налёт         | Суммарный налёт      | Суммарный налёт | Суммарный налёт      | 192 дня 4 часа 25 минут | 8часов 23минуты (1)     |

### Комментарии
1. ↑  ВКД — Внекорабельная деятельность или выход в открытый космос